# Вертуновский сельсовет
Вертуно́вский сельсове́т — административно-территориальное образование в Бековском районе Пензенской области. Имеет статус сельского поселения.

## География
Вертуновский сельсовет расположен на юге Бековского района и граничит на севере — с Миткирейским и Волынщинским сельсоветами Бековского района, на востоке — с Волынщинским сельсоветом Бековского района и пгт Беково, на юге — с Ртищевским районом Саратовской области, на западе — с Сосновским сельсоветом Бековского района и Тамалинским районом Пензенской области. Расстояние от административного центра сельсовета село Вертуновка до районного центра п. Беково — 10 км, до областного центра г. Пензы — 164 км. Площадь сельсовета составляет 12414,9 га.

## Население
| \| 2002[2] \| 2010[3] \| 2011[4] \| 2012[5] \| 2013[6] \| 2014[7] \| 2015[8] \| \| ------- \| -------- \| -------- \| -------- \| ------- \| ------- \| ------- \| \| 3747 \| ↘3489 \| ↗3491 \| ↘3385 \| ↘3335 \| ↘3259 \| ↘3222 \| \| 2016[9] \| 2017[10] \| 2018[11] \| 2021[12] \| \| \| \| \| ↘3151 \| ↘3130 \| ↘3084 \| ↘2965 \| \| \| \| 1000 2000 3000 4000 2002 2014 2021 |       |       |       |       |       |       |
| 2002 | 2010  | 2011  | 2012  | 2013  | 2014  | 2015  |
| 3747 | ↘3489 | ↗3491 | ↘3385 | ↘3335 | ↘3259 | ↘3222 |
| 2016 | 2017  | 2018  | 2021  |       |       |       |
| ↘3151 | ↘3130 | ↘3084 | ↘2965 |       |       |       |

## Состав сельского поселения
| № | Населённый пункт | Тип населённого пункта       | Население |
| - | ---------------- | ---------------------------- | --------- |
| 1 | Вертуновка       | село, административный центр | ↘1621     |
| 2 | Сахзавод         | посёлок                      | ↗1842     |
| 3 | Согласовка       | село                         | ↘18       |
| 4 | Третье Отделение | населённый пункт             | →10       |

## Экономика
На территории сельсовета располагаются крупные предприятия сельского хозяйства и перерабатывающей промышленности:
- ООО «Вертуновское» — предприятие агропромышленного комплекса, специализирующееся на выращивании зерновых культур, сахарной свеклы, подсолнечника, а также производстве продуктов животноводства.
- ООО «Бековский сахарный завод» — основное экономикообразующее предприятие района, занимающееся обработкой сахарной свёклы (основная продукция сахар-песок, патока, жом).
- Площадка «Вертуновская» ОАО ПТФ «Васильевская» — предприятие, специализирующееся на выпуске продуктов животноводства (яйца, мясо птицы)[1].

## Инфраструктура
На территории Вертуновского сельсовета расположены 23 магазина, 2 аптеки, кафе, автозаправочная станция, 4 спортзала, 2 сельских дома культуры, 2 библиотеки, почта (в посёлке Сахзавод), 2 средние общеобразовательные школы (в селе Вертуновка и посёлке Сахзавод), 2 детских сада (в селе Вертуновка и посёлке Сахзавод), амбулатория (в посёлке Сахзавод), фельдшерско-акушерский пункт (в селе Вертуновка), филиал Сбербанка России.
На территории сельсовета газифицированы село Вертуновка и посёлок Сахзавод. Централизованное водоснабжение имеется во всех населённых пунктах сельсовета.
По территории Вертуновского сельсовета проходят автодороги регионального значения:
- «Беково — Сосновка — Варварино» — с асфальтовым покрытием, обеспечивающая транспортную связь с Тамалинским районом Пензенской области (в том числе с пгт Тамала).
- «Вертуновка — Нестеровка» — с асфальтовым покрытием, обеспечивающая связь с Ртищевским районом Саратовской области (в том числе с городом Ртищево).

С селом Согласовка имеется автодорожная связь с щебенчатым покрытием.
По территории сельсовета проходит железная дорога Вертуновская — Беково. Кроме того в 4 км от административного центра сельсовета села Вертуновка расположена станция Вертуновская Юго-Восточной железной дороги, обеспечивающая пассажирское сообщение на Москву, Саратов, Астрахань и другие города.

## Администрация
442930, Пензенская область, Бековский район, с. Вертуновка, ул. Лытовка,7. Тел.: +7 84141 27-4-36.
Главой администрации Вертуновского сельского поселения является Козлов Сергей Николаевич.